# Theridion mendozae
Theridion mendozae là một loài nhện trong họ Theridiidae.
Loài này thuộc chi Theridion. Theridion mendozae được Lucien Berland miêu tả năm 1933.